# Samba (département)
Pour les articles homonymes, voir Samba.
Samba est un département et une commune rurale situé dans la province du Passoré de la région Nord au Burkina Faso. En 2006, le département comptait 35 837 habitants.

## Villages
Le département se compose d'un village chef-lieu (populations actualisées en 2006) :
- Samba (4 241 habitants)

et de vingt-deux villages :
- Basbédo (1 351 habitants)
- Basgouèma (697 habitants)
- Bastioua (1 101 habitants)
- Batono (1 495 habitants)
- Bouré (1 644 habitants)
- Dakola (1 017 habitants)
- Ilialé (879 habitants)
- Itian (1 780 habitants)
- Kao (1 005 habitants)
- Kassila (619 habitants)
- Kiès (1 627 habitants)
- Koulwéogo (1 078 habitants)
- Kourono (1 974 habitants)
- Koussana (1 056 habitants)
- Manézago (750 habitants)
- Mesga (1 516 habitants)
- Ouaguissi (553 habitants)
- Pella (4 997 habitants)
- Rouly (450 habitants)
- Somyalguem (541 habitants)
- Thébo (2 655 habitants)
- Toéssin (2 811 habitants)